# 綾南町

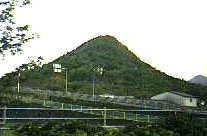
堤山（羽床富士）

綾南町（りょうなんちょう）は、香川県のほぼ中央に位置していた町。2006年3月21日に綾上町と合併して綾川町となった。
うどん発祥の地として知られる。のどかな田園地帯が広がり、町域西部には綾川が北流する。
町内には約60基の古墳や推定200基以上の窯跡がある。また、平安時代の讃岐国の国司だった菅原道真ゆかりの滝宮天満宮では、滝宮念仏踊りが有名である。町内の神社では、全国的にも珍しい親子獅子舞が奉納されている。

## 地理
- 山:堤山（羽床富士）
- 河川:綾川
- 湖沼:府中湖（府中ダム）

## 歴史
- 1954年4月1日 - 昭和村、陶村、滝宮村、羽床村が合併し、綾南町が成立。
- 1975年4月1日 - 国分寺町との間で境界を変更。
- 1983年4月1日 - 高松市との間で境界を変更。
- 2006年3月21日 - 綾上町と新設合併し、綾川町が発足。同日付で綾南町が廃止。

## 人口
人口 19,686 
男 9,577 
女 10,109 
世帯 6,533 
（2004年8月1日現在）

## 行政
- 町長 藤井賢

## 経済

### 産業
- 主な産業
- 産業人口

1次産業 10.2%
2次産業 27.4%
3次産業 62.2%

### 特産品
- うどん
- イチゴ
- 柿

## 姉妹都市・提携都市
- 秩父別町（北海道）
  - 1979年9月8日提携

## 地域

### 教育
- 小学校
  - 綾南町立昭和小学校
  - 綾南町立陶小学校
  - 綾南町立滝宮小学校
  - 綾南町立羽床小学校
- 中学校
  - 綾南町立綾南中学校
- 高等学校
  - 香川県立農業経営高等学校

## 交通

### 空港
- 高松空港 - ターミナル等の主要部分は隣接の高松市にあるが、一部が綾南町に属する。

### 鉄道路線
- 高松琴平電気鉄道
琴平線
挿頭丘駅 - 畑田駅 - 陶駅 - 滝宮駅 - 羽床駅

### 道路
高速道路
高松自動車道
一般国道
国道32号
国道377号
県道
香川県道13号三木綾南線（現、香川県道13号三木綾川線）
香川県道17号府中造田線
香川県道276号高松綾南線（現、香川県道282号高松琴平線）

## 名所・旧跡・観光スポット
- 滝宮天満宮
- 府中湖
- 道の駅滝宮
- ふるさと資料館
- 鞍掛山
- 綾南町総合運動公園

## 祭事・催事
- うそかえ神事・献麺式（4月24日）
- 滝宮念仏踊り（8月25日）
- 親子獅子舞（10月、春日神社と畑田八幡神社、県指定無形民俗文化財）

## 出身有名人
- 宮武外骨（ジャーナリスト）
- 綾井武夫
- 矢野諭（元プロ野球選手）
- 真鍋井蛙（書家、篆刻家）